# توماس ستورم
توماس ستورم (بالإنجليزية: Thomas Storm)‏ هو سياسي أمريكي، ولد في 1749 في نيويورك في الولايات المتحدة، وتوفي بنفس المكان في 4 أغسطس 1833. انتخب عضو جمعية ولاية نيويورك.